# 中国泛蓝联盟
中國泛藍聯盟成立於2004年8月，它是被中華人民共和國中央人民政府認定為非法政治團體的組織。該組織宣稱它之所以用「泛藍」命名自身，是因為它試圖避免被人們將其與參与中国大陆政治协商制度的中國國民黨革命委員會相混淆。該組織宣称其公開會員數量達到五千多名，並且宣稱其成員以二十歲至三十歲的年輕人為主且都以中國國民黨精神黨員自居。中國泛藍聯盟表示它以「精诚团结，海纳百川」为原则，並且致力为国民党在中華人民共和國國土上的精神黨員提供服务。組織的目標是宣传三民主义、传播台湾经验和促进国家的和平统一進程。该組織网站在2011年9月28日開始无法被访问，原因不明。2012年6月19日，該組織宣佈啟用新網站，但目前該網站亦已經无法被访问。

## 歷史

### 背景
2006年3月，政治活動家文炎因當時在臺灣執政的民主進步黨所控制的臺灣政府停用《國統綱領》一事而發起撰寫百人聯名信這一行動以表達抗議之意。同年6月，文炎質疑武漢市中國國民黨革命委員會不宣揚三民主義，他更在公開場所升起自中華民國國民政府遷台以來第一面在中國大陸被懸掛的中華民國國旗及中國國民黨黨旗。
根據傳媒所作的報導，該團體除了分享思想、爭取權益、參與地方人民代表大會選舉外，並在多個農村地區開展維權運動。2007年，該團體成員處理了91件維權案件，受到地方政府關注。

### 成立
2006，中華人民共和國民主運動人士陳榮利在網路上號召志同道合的中國大陸居民組成中國大陸泛藍聯盟。
2006年5月，陈荣利以中国泛蓝联盟负责人的名义拜会了當時是中国国民党主席的马英九。
2006年6月，中國泛藍聯盟的重要成員被公安逮捕，據稱國民黨早已得到消息，但不敢聲援他們。2006年7月，中國泛藍聯盟在重慶市紅岩廣場與市區街頭公然拿著中華民國國旗及中國國民黨黨旗拍照，帶頭者其後被當地公安機關以行政拘留方式監禁了二十天。

### 擴張勢力
2006年8月，中國泛藍聯盟表示其有意參選中國地方人大，但據報其被共產黨政府以各種理由干擾以抑制其勢力擴張，民進黨中國部主任賴怡忠隨後呼籲中国共产党中央委员会总书记胡錦濤正主席不要剝奪中國泛藍聯盟公平參選的權利。

### 受到壓制
中华人民共和国國台辦发言人杨毅在被舉行於2007年4月的一場記者會中宣稱：「该组织未经合法登记，这个组织及其活动是非法的。所谓中国泛蓝联盟，我们了解的情况与中國國民黨无关。」
據稱自2007年5月起，中國各地國保機構開始帶走中國泛藍聯盟的許多低級成員並對他們作出傳訊，被帶走者的數量不下百人，中國泛藍聯盟對此發出聲明，稱：「只要是『有利于國家統一，有利于民主人權，有利于民生均富』的事情，我們都會去做，中共的迫害阻礙不了中華民族前進的步伐。」然而，中國泛藍聯盟仍有不少中級成員在其後被拘捕，據悉他們中有一些人在拘留所受到暴力對待。民進黨中國部主任賴怡忠指責國民黨政府對這些事情表現得無動於衷，賴怡忠為此譴責共產黨並呼籲中華民國政府作出實際行動。
2007年6月13日，美國之音報道稱在意识型态上支持台湾泛蓝联盟的中国大陆泛蓝联盟的多名活跃成员被逮捕或拘留，泛蓝联盟所營運的互联网網站也遭到封杀，另一方面，中国大陆泛蓝联盟的合法性仍未被台湾泛蓝联盟承认。
2007年7月18日，中国泛蓝联盟文宣部發出通告，內有關於其高級成員的名單，中国泛蓝联盟文宣部請求全部低級成員團結在這些人周圍並致力營救被拘押的領導人和爭取權益。

### 持續運作
2008年，中國國民黨候選人馬英九當選總統，中國泛藍聯盟向馬英九總統發信以表達祝賀之意，中國泛藍聯盟其中一位負責人黃曉敏聲稱馬英九成為總統一事會使大陸出現一股與奉信三民主義一事有關的小潮流。
2009年，中國泛藍聯盟發表文章，以嚴厲的態度指責中國國民黨黨中央漠視中國泛藍聯盟遭受打壓一事。
2010年，中華民國法務部調查局在其於《清流月刊》所發表的一篇文章中簡單地介紹了中国泛蓝联盟及其政治立場，該文的作者聲稱儘管中共當局持續壓制中国泛蓝联盟的勢力冒起，不過中國泛藍聯盟官方網站仍在運作，這顯示中共當局對國內政局的控制逐漸受到挑戰。

### 成員逃亡
2015年，中國泛藍聯盟在江蘇省的領導人王睿及另外四名異見人士逃離中國大陸，他們計劃前往台灣，並且乘搭機動帆船以試圖前往關島並向美國尋求政治庇護，但該船因風浪太大一事而在桃園市南沙崙海邊擱淺，五人向臺灣政府尋求協助，卻被台灣政府懷疑是來「刺探軍情」，因而被拘留並面臨與涉及非法入境一事有關的刑責。

### 近況
2017年7月31日，中国泛蓝联盟呼吁各界声援其在西南部地区的其中一個领导人黄晓敏，後者于2017年5月18日失踪，此後音信渺无。
作為中國泛藍聯盟領導人之一的王睿在台灣滯留三年多之後，中華民國外交部於2018年1月16日表示，王睿已於1月12日抵達美國並獲得政治庇護，而另外三人在此之前已經選擇返回中國大陸。
2018年1月24日，王睿用王中义這個名字出現在自由亞洲電台所發佈的節目中，他在節目中猛烈地抨擊了中國當局，並且表示作為基督教徒，他反對無神共產的所作所為，節目主持人提到中國泛藍聯盟早已因其發展被大陸當局壓制一事而進入地下活動狀態，並且提到 與王中义一同逃往美国未果的几名异议人士已經被台湾当局從台灣遣返至大陆並旋即被捕，此後音訊全無。

## 重要成員
中國泛藍聯盟骨幹成員包括文炎、张子霖、蔡愛民、黄晓敏、谢福林、張起、魏桢陵、陳榮利、左曉環、郭丰恺及熊家瑚。多名泛蓝联盟领导人曾經被中共政府派人逮捕。

## 主要選舉記錄
| 年度        | 選舉     | 已知獨立候選人數 | 正式候選人（通過選民小組初選）人數 | 退選人數 | 選舉取得議席  | +/- | 當選人（選區） |
| ----------- | -------- | ---------------- | ---------------------------------- | -------- | ------------- | --- | -------------- |
| 2006-2007年 | 地方人大 | 112              | 20                                 | ？       | 0 / 2,000,000 | ━ 0 | 不適用         |

## 註释
1. ↑  包括通過初選的正式候選人，及公開尋求通過海選（另選他人）得票的議席角逐者

## 外部連結
- 中國泛藍聯盟在臉書上所營運的專頁
- 自由中國泛藍聯盟在臉書上所營運的專頁
- 大中華民國復興會在臉書上所營運的專頁
- 中華泛藍聯盟：與國民黨分進合擊 不分裂
- 《中華民國百科全書》關於中國泛藍聯盟的條目
- 《中華民國百科全書》關於中華民國自由協會的條目